# Природни споменик Група од осам стабала цера — Палибрчки церови
Природни споменик Група од осам стабала цера — Палибрчки церови је заштићено природно добро од 1974. године. Налази се поред Палибрчког гробља, у селу Косовица, поред Ивањице, а које админастративно припада Моравичком управном округу, Шумадија и западна Србија као једном од пет статистичких региона Србије.

## Група од осам стабала цера — Палибрчки церови
Заштићена група стабла налази се у селу Косовица, на Палибрчком гробљу, на црквеном земљишту и расту на надморској висини од око 760 м. Старост стабала процењује се на око 200 година. 
Стабла прдстављају остатке чистих монодоминантних аутохтоних заједница нижег планинског појаса, означених као Quercetum cerris. Стабла су доброг здравственог стања, великих димензија, крошње су високо подигнуте, са широко развијеном основин, доњим бочним гранама. Свако од заштићених стабала достигло је своју физиолошку зрелост, али и своје максималне димензије као врсте.
Поред својих природних особина, наведена стабла имају и посебан културно-историјски значај, јер је за њих везана легенда која се преноси са колена на колено. Према легенди, књегиња Милица је у знак сећања на своју браћу Југовиће, засадила девет стабала цера на месту на коме је сахрањен Бошко Југовић.

### Дендрометријске карактеристике
Заштићена стабла имају следеће дендрометријске карактеристике:
- Стабло број 1: Висина стабла је 22,50м, висина дебла до прве живе гране 4,0м, пречник дебла на 1,30м - 1,08м, обим дебла на 1,30м - 3,40м, пречник крошње 22,80м
- Стабло број 2: Висина стабла је 17,50м, висина дебла до прве живе гране 4,0м, пречник дебла на 1,09м - 1,15м, обим дебла на 3,42м - 3,60м, пречник крошње 13,55м
- Стабло број 3: Висина стабла је 19,50м, висина дебла до прве живе гране 5,0м, пречник дебла на 1,30м - 1,05м, обим дебла на 1,30м - 3,30м, пречник крошње 190,22м
- Стабло број 4: Висина стабла је 20,00м, висина дебла до прве живе гране 4,0м, пречник дебла на 1,30м - 1,04м, обим дебла на 1,30м - 3,29м, пречник крошње 20,50м
- Стабло број 5: Висина стабла је 18,50м, висина дебла до прве живе гране 4,50м, пречник дебла на 1,30м - 0,77м, обим дебла на 1,30м - 2,43м, пречник крошње 13,70м
- Стабло број 6: Висина стабла је 20,50м, висина дебла до прве живе гране 6,00м, пречник дебла на 1,30м - 0,78м, обим дебла на 1,30м - 2,46м, пречник крошње 13,00м
- Стабло број 7: Висина стабла је 24,50м, висина дебла до прве живе гране 11,0м, пречник дебла на 1,30м - 1,03м, обим дебла на 1,30м - 3,23м, пречник крошње 10,80м

## Споменик природе
Према Правилнику о категоризацији заштићених природних добара споменик природе припада трећој категорији заштите – значајним природним добрима, а под заштитом се налази од 1974. године. Када се израчунавао простор који ће се прогласити припадајућим простором природног добра, сабране су пројекције свих седам крошњи и дошло се до површине од 35,42 ха која је стрављена под заштиту државе.

### Управљач
Споменик природе поверен је на управљање Добру цркве „Бошко Југовић” у Косовици, чији је ималац СП Црквена општина Ивањица.